# 30 Korpus Zmechanizowany (ZSRR)
30 Korpus Zmechanizowany (ros. 30-й механизированный корпус) – wyższy związek taktyczny wojsk zmechanizowanych Armii Czerwonej z okresu II wojny światowej.

## Formowanie
Formowanie Korpusu rozpoczęto w lutym – marcu 1941 roku w Dalekowschodnim Okręgu Wojskowym. Jednostki Korpusu rozlokowane były w okolicach Birobidżanu w Kraju Chabarowskim oraz w Kraju Nadmorskim. Korpus wchodził w skład 1 Armii.

### Skład
- 58 Dywizja Pancerna,
- 60 Dywizja Pancerna,
- 239 Dywizja Zmotoryzowana,
- 39 pułk motocyklowy[1] .

### Wyposażenie
W dniu 22.06.1941 r. Korpus miał na stanie:
- 942 czołgi, w tym:
  - 936 BT i T-26,
  - 6 T-37/T-38/T-40[2] .

### Dowódcy
- generał major Wasilij Gołubowski